# 水壩咖哩飯

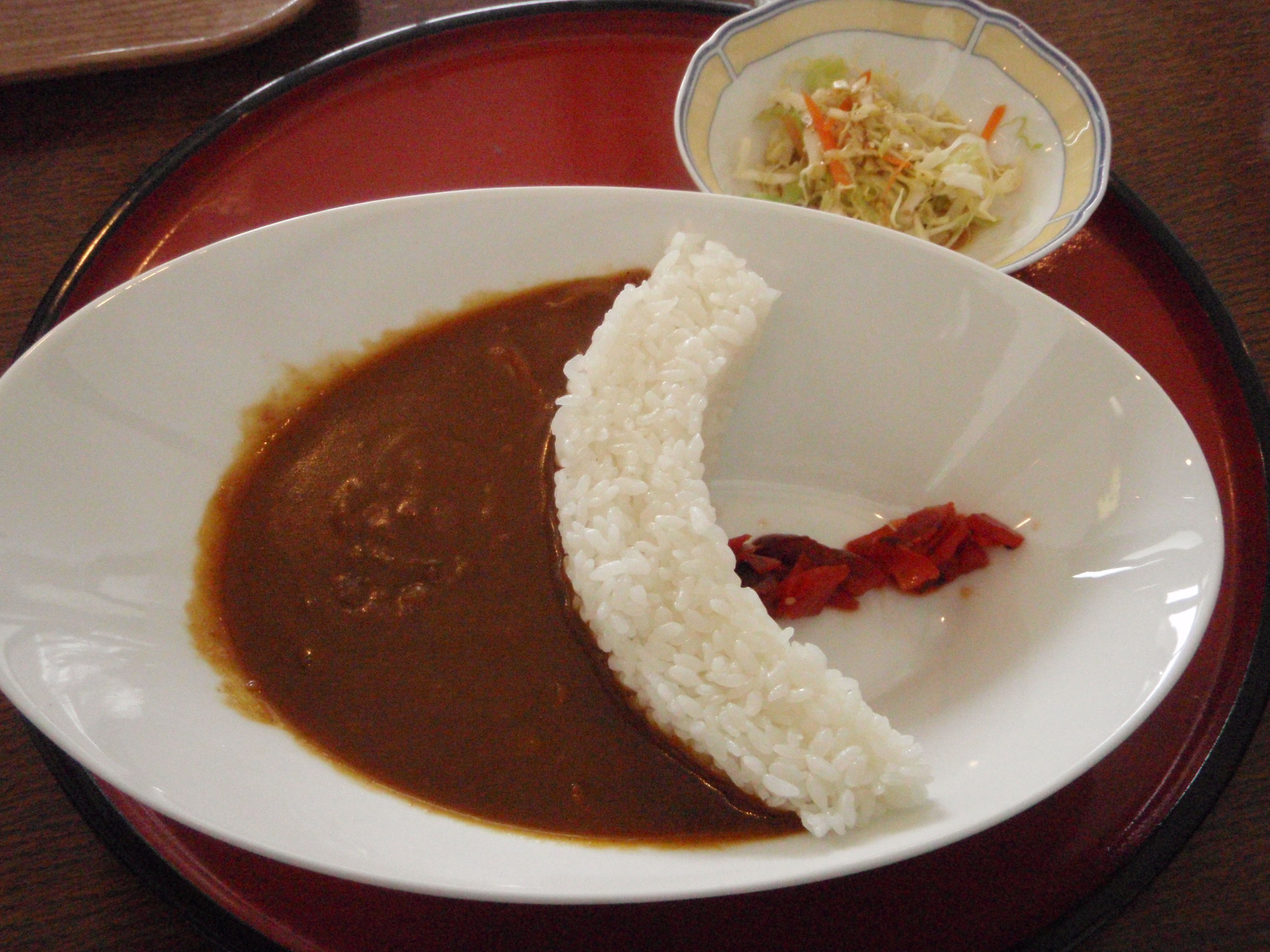
水壩咖哩飯（群馬縣水上町）

水壩咖哩飯(日文：ダムカレー)是將飯當作水壩，咖哩當作水壩蓄水池的一種日式咖哩飯。

## 概要
關於模仿水壩造型的咖哩飯，在昭和40(公元1965)年代初頭時，立山黑部阿爾卑斯路線長野縣側的關電隧道無軌電巴扇澤站的大食堂就有提供，稱為「拱形咖哩飯(アーチカレー)」。
在2007年前後，將工廠、交流道、高架橋、高壓電塔、團地、水門等大型建築物作為娛樂的風潮開始興起。在這股風潮中以水壩作為娛樂的水壩迷也出現在大眾媒體上，身為水壩迷一員的宮島咲所製作的水壩咖哩飯也從2007年開始登上電視、報紙、雜誌等媒體。
從媒體上得知這些報導後，群馬縣水上町及長野縣大町市希望能藉由著眼在水壩上達成地域振興，因此各自在提供協力的飲食店推出「水上水壩咖哩飯(みなかみダムカレー)」、「黑部水壩咖哩飯(黒部ダムカレー)」。兩者也有在便利商店以限定商品的形式販賣。
從此時開始，建有水壩的其他地區也以地域活性化為目的推出水壩咖哩飯。2010年以後，水壩咖哩飯中水壩的部份也不只限於拱壩的形式，也出現重力壩等其他形式，變種逐漸增加。

## 外部連結
- 日本ダムカレー協会 （页面存档备份，存于）
- 日本ダムカレー協会的X（前Twitter）
- みなかみダムカレー （页面存档备份，存于）
- 黒部ダムカレー （页面存档备份，存于）
- 水源地ネット ダムカレー情報 （页面存档备份，存于）